# B-Fighter Kabuto
B-Fighter Kabuto (BF<ビーファイター>カブト, Bī Faitā Kabuto) is een Japanse tokusatsuserie. De serie is een vervolg op Juukou B-Fighter, en werd van 1996 t/m 1997 uitgezonden. De serie was onderdeel van Toeis Metal Heroes-televisieseries.
Net als van Juukou B-Fighter werd van B-Fighter Kabuto beeldmateriaal gebruikt door Saban Entertainment voor de serie BeetleBorgs.

## Verhaal
Het verhaal speelt zich 10 jaar na de vorige serie af. De aarde wordt bedreigd door een nieuw gevaar: de Melzard Tribe. Dit leger van monsters bestaat al sinds de oudheid, en wil nu de wereld overnemen.
Om de Melzard Tribe te verslaan wordt het oude B-Fighter-project weer opgestart. Drie nieuwe harnassen worden gemaakt door de Cosmo Academie, en drie nieuwe helden uitgekozen om deze harnassen te dragen.
Later in de serie duiken er meer B-Fighters op.

## Personages

### B-Fighters
De B-Fighters zijn allemaal studenten of medewerkers van de Cosmo Academie. Deze academie is wereldwijd verspreid. De eerste drie B-Fighters komen van de Japanse tak. Later duiken er andere B-Fighters van overal ter wereld op.
- Kouhei Toba (Toba Kōhei) / B-Fighter Kabuto (Bī Faitā Kabuto): een 17 jaar oude student die per ongeluk bij het gevecht betrokken raakte. Hij is een steratleet en een moedige vechter, maar kan soms zonder na te denken tot een gevecht overgaan. Hij woont alleen met zijn jongere zus Yui. Zijn harnas is gemodelleerd naar een neushoornkever.
- Kengo Tachibana (Tachibana Kengo) / B-Fighter Kuwaga (Bī Faitā Kuwaga): een 22 jaar oude student, en de meest serieuze van de drie. Hij had oorspronkelijk geen respect voor Kouhei omdat hij vond dat hij zelf de leider zou moeten zijn. Zijn harnas is gemodelleerd naar een vliegend hert.
- Ran Ayukawa (Ayukawa Ran) / B-Fighter Tentou (Bī Faitā Tento): een 18 jaar oude computerexpert die soms te veel denkt over de technische kant van dingen en de natuurlijke kant negeert. Ze heeft een oogje op Julio. Haar harnas is gemodelleerd naar een lieveheersbeestje.
- Mac Windy / B-Fighter Yanma (Bī Faitā Yanma) (28-50): de krijger van de wind. Hij is van de New Yorkse tak van de Cosmo Academie. Hij grijpt iedere kans die hij krijgt aan om te flirten met vrouwen. Zijn harnas is gemodelleerd naar een libel.
- Julio Rivera / B-Fighter Genji (Bī Faitā Genji) (30-50): De krijger van het licht. Hij is een archeoloog van de Zuid-Amerikaanse tak van de Cosmo Academie. Hij houdt van de natuur en leerde Ran om wat minder te letten op de technische kanten van alles. Zijn harnas is gemodelleerd naar een vuurvlieg.
- Li Wen / B-Fighter Min (Bī Faitā Min) (31-50): De krijger van het geluid. Hij komt van de Pekingse tak van de Cosmo Academie. Li is gek op kinderen en geeft dan ook geregeld optredens. Hij is ook een pacifist en haat het om te moeten vechten. Zijn harnas is gemodelleerd naar een cicade.
- Sophie Villeneuve / B-Fighter Ageha (Bī Faitā Ageha) (32-50): de krijger der bloemen. Zij is van de Parijse tak van de Cosmo Academie. Sophie is een zeer goede vioolspeler. Haar harnas is gemodelleerd naar een vlinder.

### Bondgenoten
- Yui Toba: Kouheis jongere zus en volgens eigen zeggen zijn manager. Ze helpt hem altijd met excuses als hij de school moet verlaten om de Melzard te bevechten. Heeft een oogje op Kengo.
- Professor Osanai
- Insect Elder Guru (1, 46): de leider van de insectenstam. Hij gaf 10 jaar geleden de originele B-Fighters hun krachten. Hoewel hij al flink op leeftijd is, kan hij de B-Fighters nog goed helpen met zijn kennis over de Melzard. Hij sterft uiteindelijk wanneer hij de insecten van de wereld wil beschermen tegen de "Dark Wave Motion" van Dargriffon.
- Kabuto (46): Gurus zoon. Hij keerde in deze serie nog eenmaal terug naar de Aarde om bij de begrafenis van zijn vader te zijn.
- Juukou B-Fighter (25-28, 47): de 3 helden uit de vorige serie.

### Melzard Tribe
De Melzard zijn een oud ras, dat al bestaat sinds de prehistorie. Hun hoofdkwartier is het fort Melzardis.
- Mother Melzard: de leider van de Melzard. Zij maakte de andere leden door een fossiel op te eten en vervolgens een ei uit te spugen. Toen de B-Fighters haar fort binnendrongen vocht ze persoonlijk met hen. Ze werd toen dodelijk verwond door Kabuto. Door energie van de Aarde te absorberen veranderde ze in een kolossale nieuwe vorm. In deze gedaante werd ze verslagen door de Kabuterios & Kuwaga Titan.
- Dinosaur Warrior Raija (Kyouryuu Senshi Raija) (1-27, 36-50): een sterke krijger met een rood Ceratopia-achtig harnas. Hij heeft het bevel over de Melzard monsters gebaseerd op landwezens. Hij heeft een rivaliteit met Dezzle en de twee proberen elkaar steeds te overtreffen. Hij werd uiteindelijk gedood door Kabuto.
- Insect Swordswoman Miora (Konchuu Kenshi Miora): Raija's partner. Een vrouwelijke krijger met een groen insectachtig harnas. Ze vecht met twee rode zwaarden.
- Deep-Sea Fish Man Dezzle (Shinkai Gyojin Dezuru) (1-31, 36-50): Raija's rivaal. Hij heeft het bevel over de Melzard monsters gebaseerd op waterwezens. Toen Raija om leek te komen in aflevering 27, kreeg Dezzle van Mother Melzard een krachtige nieuwe vorm genaamd Dezzle the Great. Hij werd voorgoed verslagen in de laatste aflevering.
- Rock Chamberlain Dord (Ganseki Shaku Dorudo): Dezzle's lakei. Hij is een stenen wezen wiens hoofd lijkt op een ammonietfossiel.
- B-Crushers (28-50): vier kwaadaardige B-Fighters gemaakt door Mother Melzard.
  - Deadly Poison Armored General Descorpion (猛毒凱章 デスコーピオン, Moudoku Gaishou Desucorpion): de leider van de B-Crushers. Zijn harnas lijkt op een schorpioen. Hij is ondanks dat hij slecht is een eervolle krijger die altijd eerlijk vecht.
  - Cold-Blooded Armored General Mukaderinger (Reiketsu Gaishou Mukanderingaa): de tegenpool van Descorpion. Zijn harnas is gemodelleerd naar een duizendpoot. Hij kan mensen in zijn macht krijgen door de duizendpoten van zijn harnas op hun nek te plaatsen.
  - Double-Blade Armored General Killmantis (Maken Gaishou Kirumantisu): een meester met zwaardwapens en een zeer snelle vechter. Zijn harnas is gemodelleerd naar een bidsprinkhaan.
  - Changing Illusion Armored General Beezerk (Hengen Gaishou Beezaku): een meester in vermommingen en illusies. Zijn harnas is gemodelleerd naar een bij.
- Shineitai: de soldaten van de Melzard. Ze komen in twee versies voor:
  - Raija Shineitai: Raija's Shineitai. Deze lijken gemaakt van de fossielen van een Stegoceras, een Pterosauriër, en een prehistorische spin.
  - Dezzle Shineitai: Dezzle's Shineitai lijken te zijn gemaakt van de fossielen van een prehistorische vis, kwal en pijlinktvis.

## Mecha
In tegenstelling tot de vorige serie hebben de B-Fighters in deze serie de beschikking over twee enorme robots.
- Great Shell God Kabuterios (Daikōjin Kabuteriosu): een enorme mechanische neushoornkever in de kleuren goud en zwart. Kan worden opgeroepen met de Astral Sabre. B-Fighter Kabuto kan combineren met Kabuterios en hem van binnenuit besturen.
- Evil Shell God Kuwaga Titan (Jakōjin Kuwaga Taitan): een mechanisch vliegend hert in de kleuren groen en zwart. Stond oorspronkelijk aan de kant van de Melzard en werd bestuurd door Death Scorpion. Nadat Kuwaga de Geist Axe van Death Scorpion stal liep Kuwaga Titan over naar de B-Fighters.

## Afleveringen
1. The Second Generation are High School warriors!?
2. The Invitation of the Trilobite After School
3. Awaken!! Neo Machines
4. Vow!! Heated Stag Beetle
5. A Great Reversal to the You that Departed
6. A Great Wild Battle at the Cherry Blossom Festival!!
7. The Iron Fist of Anger Presented by a Friend
8. Kabuto Finally Leaves School!?
9. Becoming a Pupil of the Storytelling Monster!!
10. Showdown with the Martial Arts Master
11. The Echoing Tears of the Sea
12. Mysterious!? The Fossil's Fantastic Maze
13. Change! The Explosive Dashing Professor
14. The Cry that Destroyed the Trapped Town
15. Infiltrate the Hospital Ward of Terror
16. Save the School Anniversary's Idols
17. The Fighting Love-Foretelling Diary!!
18. The 20-Million Year Revenge of the Exterminated Flower
19. Is the Mysterious Girl a Mermaid Princess?!
20. The Hunt for the Kappa for 3000 Ri!! (een "ri" is een eenheid van lengte, ongeveer 3.9 km)
21. Call the Rain, Heroic Crybaby
22. The Flaming Mistress' Roaring Shamisen
23. Run to the Wilderness of Pride!!
24. Summer Vacation!! The Haunted Classroom
25. The Return of The First Generation
26. Nightmare!! B-Fighter vs B-Fighter
27. The Certain Death of the 6 Great Warriors
28. Enter!! The Insect Warrior of the Wind
29. The Violent Centipede General
30. Shine Genji, the Power of the Earth
31. The Combined Ultimate Gun and the Sad Warrior
32. Echo, Beautiful Butterfly's Melody
33. Grab it!! The Divine Sword of Legends
34. Control!! The B-Fighters' Day of Defeat
35. Rip Through the Darkness, The Revived Giant God
36. Kirezu!! Counterattack of the Melzard Rivals
37. Defeat The Invincible New Monster
38. The Giant Stag Beetle of Nightmare
39. Merciless!! The B-Fighter Are Melting
40. Break Through the Maze of Love
41. The No-Rules Peak Battle
42. Kabuto's Trip To The Moon World
43. The Girl of Darkness, The B-Fighter Hunter
44. The Devil Girl Arrives...
45. B-Fighter!! A Challenge in History
46. Super Heavy Shell Strike!
47. The Father of the B-Fighters, Guru Dies!!
48. The Beetle Base's Great Explosion!!
49. The Sunrise of The Earth's Downfall
50. The Final Battle

## Cast
- Sakami Nakazama - Kouhei Toba/Kabuto
- Naoto Adachi - Kengo Tachibana/Kuwaga
- Yukina Kurisu - Ran Ayukawa/Tentou
- Reuben Langdon - Mac Windy/Yanma
- Seiji Takaiwa - Julio Riviera/Genji
- Hideki Anzai - Li Wen/Min
- Reika Hashimoto - Sophie Villeneuve/Ageha
- Kaori Aso - Yui Toba
- Daisuke Tsuchiya - Takuya Kai
- Ryoichi Yamaguchi - Dr. Masaru Koyamauchi
- Ryūzaburō Ōtomo - Kabuterios (stem)
- Yasuro Kosaki - Guru (stem)
- Wakana Yamazaki - Mother Melzard (stem)
- Akiza Oka - Raija
- Mikiko Kishio - Miora
- Yoshimasa Senda - Dezzle
  - Kaneto Shiozawa - Dezzle (stem)
- Kotaro Fujimoto - Dord
  - Hirota Mashita - Dord (stem)